# 紹拉布爾縣
紹拉布爾縣（英語：Solapur District）是印度的一個縣，位於該國西部，由馬哈拉施特拉邦負責管轄，面積14,845平方公里，每年平均降雨量545毫米，識字率為71.2%，2011年人口4,315,527，人口密度每平方公里291人。

## 外部連結
- Solapur Textile Market （页面存档备份，存于）
- Official website of Solapur District （页面存档备份，存于）
- Solapur District Gazetteer （页面存档备份，存于）
- A.G.Patil Polytechnic Institute,Solapur （页面存档备份，存于）
- Web Hosting in Solapur
- Solapur Business Directory